# Club Deportivo Leganés 2011-2012
Questa voce raccoglie le informazioni riguardanti il Club Deportivo Leganés nelle competizioni ufficiali della stagione 2011-2012.

## Rosa
Fonte:
| N. |                      | Ruolo | Calciatore        |
| -- | -------------------- | ----- | ----------------- |
|    | Spagna (bandiera)    | P     | Rubén Falcón      |
|    | Spagna (bandiera)    | P     | Sebastián Rubio   |
|    | Spagna (bandiera)    | D     | Carlos Alcántara  |
|    | Argentina (bandiera) | D     | Federico Azcárate |
|    | Spagna (bandiera)    | D     | Alberto Bayón     |
|    | Spagna (bandiera)    | D     | Bidari García     |
|    | Spagna (bandiera)    | D     | Biel Medina       |
|    | Spagna (bandiera)    | D     | Jesús Álvaro      |
|    | Spagna (bandiera)    | D     | Mario Fuentes     |
|    | Spagna (bandiera)    | D     | Pedro Hernández   |
|    | Spagna (bandiera)    | D     | Ramón Blázquez    |
|    | Spagna (bandiera)    | C     | Canario           |

| N. |                    | Ruolo | Calciatore       |
| -- | ------------------ | ----- | ---------------- |
|    | Spagna (bandiera)  | C     | Chupe            |
|    | Spagna (bandiera)  | C     | Cristian Mora    |
|    | Spagna (bandiera)  | C     | David López      |
|    | Spagna (bandiera)  | C     | Carlos de Lerma  |
|    | Spagna (bandiera)  | C     | Marco Navas      |
|    | Spagna (bandiera)  | C     | Tonino           |
|    | Spagna (bandiera)  | C     | Vicente Pérez    |
|    | Marocco (bandiera) | A     | Rida Arkine      |
|    | Spagna (bandiera)  | A     | Javi Ballesteros |
|    | Spagna (bandiera)  | A     | Rubén Navarro    |
|    | Spagna (bandiera)  | A     | Víctor           |